# Атанас Костов (лекар)
Атанас Костов е български лекар и общественик, участник в акцията по спасяването на българските евреи.

## Биография
Роден е през 1900 г. в Ресен. Семейството му се премества в София след Илинденско-Преображенското въстание. Учи медицина в Грац, Австрия. През 1934 г. се жени за Иванка Мерджанова и имат 2 деца.
През 1941 г., по време на Втората световна война, е изпратен в Скопие. Противопоставя се на политиката на дискриминация и предлага на еврейските си колеги възможности да работят в малки и по-далечни места. По-късно е подписано закона за депортирането на евреите. Костов се връща в София и заявява, че в знак на несъгласие ще подаде оставката си. Няколко дни по-късно получава необходимата заповед от правителството и всички 58 лекари евреи са спасени. Умира през 1961 г. На 4 април 2002 г. израелската комисия към Държавния институт „Яд Вашем“ го провъзгласява за „Праведник на света“.